# Heart to Yours/Do You Know
Heart to Yours/Do You Know – kompilacja piosenek amerykańskiej piosenkarki Michelle Williams.

## Lista piosenek

### CD 1 (Heart to Yours)
1. "Heart To Yours" - 3:54
2. "Heard a Word" - 4:56
3. "So Glad" (duet with Mary Mary) - 3:54
4. "Sun Will Shine Again" - 4:18
5. "Better Place (9.11)" - 3:01
6. "Change The World" - 3:59
7. "Everything" - 3:33
8. "You Care For Me" (featuring Isaac Carree & Lowell Pye of Men of Standard) - 5:56
9. "Steal Away To Jesus" (duet with Shirley Caesar) - 3:27
10. "Rock With Me" - 6:04
11. "Gospel Medley" (featuring Destiny's Child) - 3:26
12. "Heaven" (featuring Carl Thomas) (bonus track) - 3:07

### CD 2 (Do You Know)
1. "It's Good To Be Here" - 4:06
2. "Purpose In Your Storm" - 4:21
3. "Never Be The Same" - 5:38
4. "Love Thang" - 4:37
5. "Do You Know" - 4:28
6. "The Incident" - 3:14
7. "My Only Love Is You" - 3:48
8. "15 Minutes" - 4:43
9. "No One Like You" - 3:35
10. "The Way Of Love" - 3:43
11. "Amazing Love" (Produced by Percy Bady) - 4:56
12. "Didn't Know" - 3:48
13. "The Movement" - 3:05
14. "Have You Ever" - 4:54